# Phyllocycla titschacki
Phyllocycla titschacki – gatunek ważki z rodziny gadziogłówkowatych (Gomphidae). Występuje na terenie Ameryki Południowej.